# Кёйкелейре, Йенс
Йенс Кёйкелейре (нидерл. Jens Keukeleire, род. 23 ноября 1988 в Брюгге, Бельгия) — бельгийский профессиональный шоссейный велогонщик, выступающий с 2020 года за команду мирового тура «EF Pro Cycling».

## Карьера
1 сентября 2016 года, на 12 этапе Вуэльта Испании, Кёйкелейре одержал свою первую победу на Гранд Туре. Он выиграл спринтерский финиш из изрядно просеявшегося, после четырёх категорийных подъёмов, пелотона, в котором не осталось чистых спринтеров.

## Достижения

### Чемпионаты мира
| Соревнование         | 2015 | 2016 |
| -------------------- | ---- | ---- |
| Групповая гонка      | 71   | DNF  |
| Индивидуальная гонка | —    | —    |

### Выступления
2009
- 7-й на Мемориал Филиппа Ван Конинкслоо
- 4-й на Чемпионат Европы по шоссейным велогонкам — групповая гонка

2010
- Вуэльта Мальорки
  - 6-й на Trofeo Cala Millor
  - 5-й на Trofeo Magaluf-Palmanova
- 1-й на Ле Самын
- 1-й  на Три дня Западной Фландрии — Генеральная классификация
  - 1-й  — Очковая классификация
  - 1-й  — Молодежная классификация
  - 1-й на этапе 1
- 1-й на Нокере Курсе
- 5-й на Париж — Брюссель

2011
- 4-й на Нокере Курсе
- 9-й на Тур Бельгии — Генеральная классификация
- Тур Австрии
  - 1-й на этапе 3

2012
- 10-й на Dwars door Vlaanderen
- Энеко Тур
  - 1-й на этапе 2 (TTT)
- 10-й на Бенш — Шиме — Бенш
- 9-й на Париж — Тур

2013
- 7-й на Dwars door Vlaanderen
- Вуэльта Бургоса
  - 1-й на этапах 2, 3

2014
- 7-й на Гран-при Камайоре
- 9-й на Dwars door Vlaanderen
- 8-й на Энеко Тур — Генеральная классификация
- 6-й на Тур де Еврометрополь — Генеральная классификация

2015
- 9-й на E3 Харелбеке
- 6-й на Париж — Рубе

2016
- 5-й на Dwars door Vlaanderen
- Тур Словении
  - 1-й на этапе 1
- Вуэльта Испании
  - 1-й на этапе 12

## Статистика выступлений наГранд Турах
- Тур де Франс
  - Участие:1
    - 2014: 67

- Джиро д'Италия
  - Участие:2
    - 2012: 127
    - 2013: 74

- Вуэльта Испании
  - Участие:2
    - 2015: 93
    - 2016: 64; Победа на этапе 12